# Manyang Baroh
Manyang Baroh is een bestuurslaag in het regentschap Aceh Utara van de provincie Atjeh, Indonesië. Manyang Baroh telt 525 inwoners (volkstelling 2010).